# 埃米尔·波德纳拉希
埃米尔·波德纳拉希（羅馬尼亞語：Emil Bodnăraş；1904年2月10日—1976年1月24日），革命元老之一，罗马尼亚共产党中央政治执行委员会委员，罗马尼亚部长会议副主席兼武装部队部部长、运输和邮政部长、部长会议第一副主席，大将，苏联间谍。

## 生平
1904年，出生于布科维纳公国的雅斯洛沃茨的农民家庭。1924年，毕业于肯普隆格的“德拉戈什·沃达”学校。1927年，毕业于雅西“亚历山德鲁·伊万·库扎”大学法学院。1930年，毕业于布加勒斯特炮兵学院，晋升为炮兵中尉。
1931年，分配到扬·里泽斯库领导的第12炮兵团。1932年，偷渡苏联。1935年，潜回罗马尼亚，为苏联格鲁乌搜集军事情报，被捕。1942年，转移到加拉茨，开展反法西斯斗争。1944年，参与批判“国内派”支持“监狱派”。8月，参与组织营救“监狱派”成员越狱，和卢克雷奇·帕特拉什卡努共同参与了“1944年罗马尼亚政变”（罗共称“八·二三反法西斯武装起义”）。
1945年，在联合政府中任秘书长，负责兼管情报部门和安全部队。1946年，任部长会议主席办公室国务秘书。1947年，任罗马尼亚王国民主联合政府战争部长，授予陆军上将军衔。12月，任罗马尼亚人民共和国武装部队部部长，并兼任武装部队部军事委员会主席。1948年，为罗马尼亚工人党中央委员、中央政治局委员。1951年，晋升为大将。1952年，任武装部队最高军事委员会委员。
1954年，任罗马尼亚人民共和国部长会议副主席。1955年，为罗马尼亚工人党中央政治局委员、罗马尼亚人民共和国部长会议第一副主席。1957年，兼任运输和邮政部长。1959年10月1日，前往中国参加中华人民共和国成立十周年庆祝活动。1965年，任罗马尼亚社会主义共和国部长会议第一副主席。1967年，任罗马尼亚社会主义共和国国务委员会副主席。1969年，兼任罗马尼亚社会主义共和国国防委员会委员。1976年，病逝。